# Powiat śródmiejsko-warszawski
Powiat środmiejsko-warszawski – powiat istniejący w II Rzeczypospolitej na terenie miasta stołecznego Warszawy, która była wówczas miastem na prawach województwa. Utworzony 1 kwietnia 1931 r. z części powiatów południowo-warszawskiego i północno-warszawskiego.